# Taekwondo en Argentina

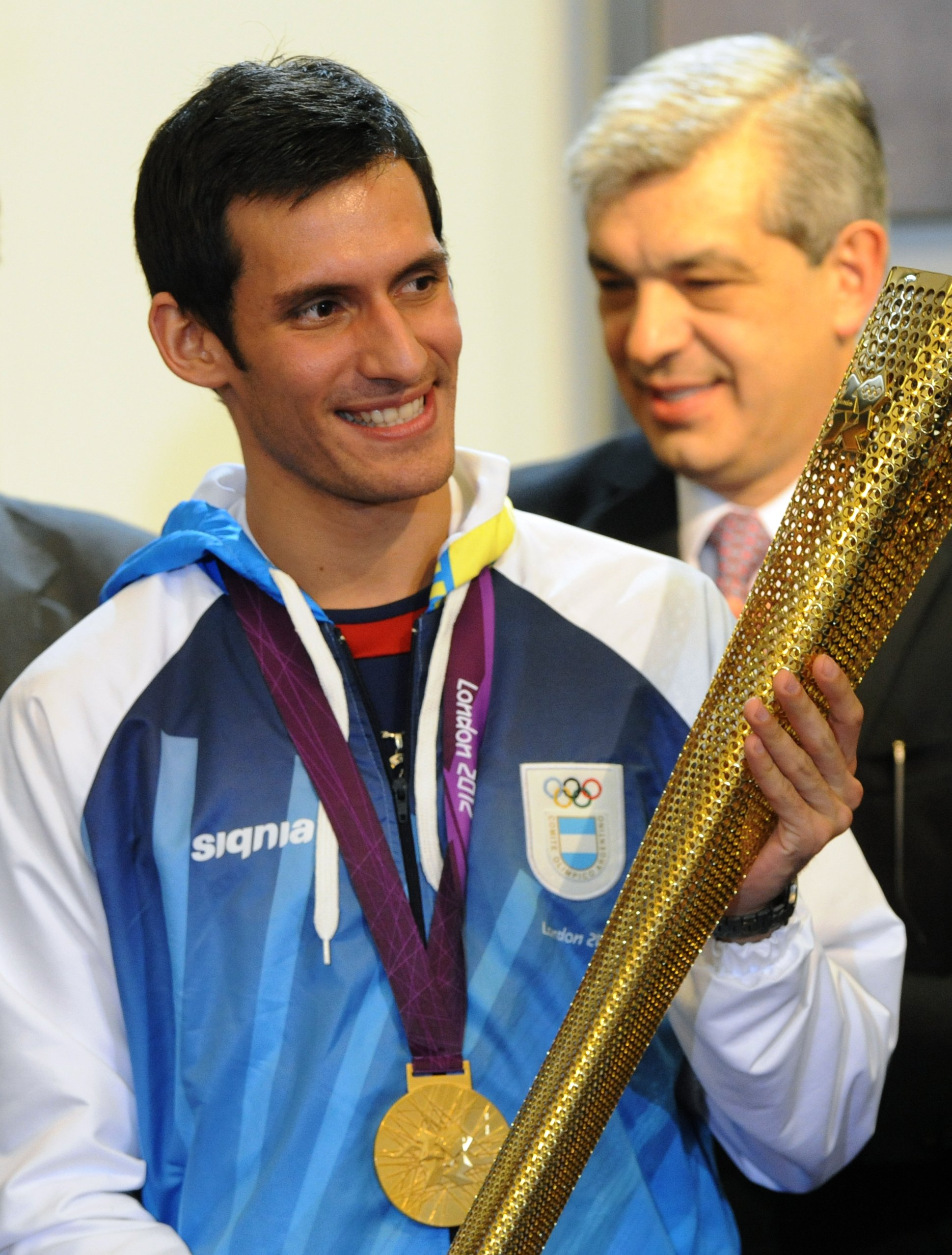
Sebastián Crismanich, medalla de oro en los Juegos Olímpicos de Londres 2012.

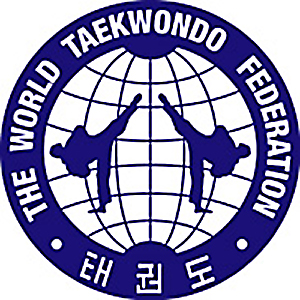
Taekwondo WTF - Logo

El taekwondo fue introducido en la Argentina en 1967, como consecuencia de que se radicaran en el país varios maestros coreanos, el Gran Maestro Kim Han Chang y el Gran Maestro Choi Nam Sung que seguían las enseñanzas de Choi Hong Hi, creador de esta arte marcial. En 1975 se realizó el primer Torneo Nacional y en 1977 se realizó el primer Campeonato Argentino del cual OSCAR DEL PRADO resultó campeón en peso pesado. A fines de la década de 1970, las escuelas argentinas se dividieron entre aquellas que adherían a la Federación Internacional de Taekwondo (ITF) liderada por Choi, y la Federación Mundial de Taekwondo (WTF), creada por iniciativa del estado surcoreano, desarrollándose así los dos grandes estilos del taekwondo, el taekwondo-ITF y el taekwondo-WTF.
El taekwondo-ITF realizó en Argentina el III Campeonato Mundial en Resistencia en 1981 y el XI, en Buenos Aires en 1999. Este estilo ha obtenido destacados resultados, incluyendo dos primeros lugares como país, en el XIII Campeonato de 2003 (Fracción Choi Jung Hwa de la ITF) en Seúl y el XIV Campeonato de 2007 (Fracción Choi Jung Hwa de la ITF) en Birminham.
En el taekwondo-WTF se destaca la medalla de oro obtenida por Sebastián Crismanich (categoría menos de 80 kilos) en los Juegos Olímpicos de Londres 2012, y las obtenidas por él mismo en los Juegos Panamericanos de Guadalajara 2011 por su parte su hermano Mauro Crismanich fue el primer y único argentino en ganar una medalla en un mundial en la disciplina que se disputó en Dinamarca en Copenhague 2009 y la ganada por Alejandro Hernando en los Juegos Panamericanos de Mar del Plata 1995 (categoría menos de 64 kilos).
La Federación de Taekwondo de la República Argentina (FE.T.R.A. o FETRA) está adherida a la ITF, y la Confederación Argentina de Taekwondo (CAT) está adherida a la WTF y reconocida por el Comité Olímpico Argentino (COI).
La cantidad de practicantes activos de taekwondo (instructores y estudiantes) se estimaba en 60.000 para mediados de la década de 1980, y se calcula que a fines de la década de 2010, unas 500.000 personas practicaban taekwondo.

## Historia
El taekwondo fue introducido en la Argentina el 22 de junio de 1967, cuando tres maestros coreanos de este arte marcial, Han Chang Kim, Nam Sung Choi y Kwang Duk Chung, llegaron al país. Los tres viajaron en un buque carguero y tanto Choi como Chung tenían la intención de dirigirse al Paraguay para dedicarse al comercio, pero Kim los convence de establecerse en Buenos Aires para iniciar la práctica del taekwondo en Argentina.
El taekwondo sedujo rápidamente a gran número de jóvenes argentinos y para comienzos de la década de 1970 ya estaba difundido en varias ciudades del país. En 1974 el general Choi Hong Hi, creador del taekwondo y presidente de la Federación Internacional de Taekwondo (ITF), visitó Argentina por segunda vez.
En ese momento el impacto de las divisiones de la Guerra Fría en Corea, llevaron al general Choi a enfrentarse con el gobierno de Corea del Sur, lo que ocasionó que deba exiliarse en Canadá. El gobierno coreano promovió entonces la creación de otra organización reguladora, la Federación Mundial de Taekwondo (WTF). Desde entonces en la Argentina y en el resto del mundo, las escuelas de taekwondo se dividieron entre aquellas que adhieren a la ITF y aquellas que adhieren a la WTF, que con el tiempo dieron origen a dos estilos diferentes del arte marcial, el taekwondo-ITF y el taekwondo-WTF. El reconocimiento de la WTF por parte del Comité Olímpico Internacional significó que solo este estilo tenga expresión olímpica. La Federación de Taekwon-do de la República Argentina (FETRA) está adherida a la ITF, y la Confederación Argentina de Taekwondo (CAT) está adherida a la WTF y reconocida por el Comité Olímpico Argentino (COI). La ITF, por su parte se dividió en tres fracciones al fallecer Choi Hong Hi en 2002 (ITF-Chang Ung, ITF-Tran Trieu Quan e ITF-Choi Jung Hwa).
Entre los maestros coreanos que enseñaron el taekwondo en Argentina en los primeros años se encuentran los tres fundadores, Han Chang Kim, Nam Sung Choi y Kwang Duk Chung, a los que luego se les sumaron otros como Chong Seo Lee, Dae Chol Yang y Chung Moon Jung.
En octubre de 1975 se realizó el primer Torneo Nacional, siendo el vencedor Carlos Ouro, quien resultó también vencedor en los torneos nacionales de 1976 y 1977, por lo que fue tricampeón nacional. En 1977 se realizó el primer Campeonato Argentino (con la presencia del Gral. Choi Hong Hi), resultando vencedor Pedro  Florindo en una memorable final contra Carlos Ouro en peso mediano.  OSCAR DEL PRADO fue el campeón en peso pesado ése mismo año. En 1978, 1979 y 1980 Javier Siancha, quien resultó también vencedor en los torneos nacionales. La decisión de los jueces no fue bien aceptada por el público viendo como claro ganador a Carlos Ouro. Esto fue corroborado por un comentario de Nam Sung Choi días después quien afirmó que el General Choi, presente en el torneo, también vio vencedor a Carlos Ouro.
Entre los éxitos argentinos en este deporte se destaca la medalla de oro obtenida por Sebastián Crismanich (categoría menos de 80 kilos) en los Juegos Olímpicos de Londres 2012, y las obtenidas por el mismo Crismanich en los Juegos Panamericanos de Guadalajara 2011 y por Alejandro Hernando en los Juegos Panamericanos de Mar del Plata 1995 (categoría menos de 64 kilos).
También se destaca Juan Carlos Mangoni logrando la obtención de la medalla de bronce en los Juegos Mundiales no Olímpicos en Santa Clara, California en el año 1981.
Entre las mujeres también se ha destacado Mariela Valenzuela, quien obtuvo la primera medalla de oro en este deporte para la Argentina en los juegos Odesur Panamericano 1990 Lima Perú y medalla de bronce en el mundial 1991 Atenas Grecia
En el estilo taekwondo-ITF Argentina ha obtenido históricamente muy buenos resultados internacionales, incluso en el III Campeonato Mundial realizado en Resistencia en 1981 y en el XI en Buenos Aires en 1999. Argentina, como país, salió campeona mundial dos veces, en el XIII Campeonato de 2003 (Fracción Choi Jung Hwa de la ITF) en Seúl y el XIV Campeonato de 2007 (Fracción Choi Jung Hwa de la ITF) en Birminham. Entre los cultores de este estilo se han destacado Javier Dacak (medallas de oro en rompimiento de cuchillo de mano en los Campeonatos Mundiales de 1974 y 1978), Azucena Zorzón (medalla de oro en los Campeonatos Mundiales de 1981 y 1990), Noemí Prone (premio a la mejor competidora femenina en el Campeonato Mundial de 1990 y medalla de oro en el Campeonato Mundial de 1992), Soledad Serrano (medallas de oro en los Campeonatos Mundiales de 2003, 2005 y 2007 de la ITF-Fracción Tran Trieu Quan), Natalia Mauas, Diego Marrero, entre otros.